# Isiah Thomas
Isiah Lord Thomas III. (* 30. April 1961 in Chicago, Illinois) ist ein US-amerikanischer Basketballtrainer und ehemaliger Basketballspieler. Zwischen 1981 und 1994 spielte der 1,85 Meter große Point Guard in der nordamerikanischen Profiliga NBA bei den Detroit Pistons. Er führte die „Bad Boys“ genannte Mannschaft 1989 und 1990 zu ihren ersten beiden NBA-Titeln.
Dem Ende seiner aktiven Karriere als Spieler in der NBA folgte die des Managers bei verschiedenen NBA-Teams. Während der Feier zum 50-jährigen Bestehen der NBA wurde er zu einem der 50 besten Spieler in der Geschichte der Liga ernannt.

## Jugend und College
Thomas wurde in Chicago, Illinois geboren und war der jüngste von neun Brüdern und Schwestern. Er spielte Basketball für die St. Joseph High School in Westchester, Illinois, für Coach Gene Pingatore. Thomas musste täglich 90 Minuten fahren, um von zu Hause zu der Privatschule zu gelangen. Im ersten Jahr führte er St. Joseph in das Staatsfinale. Von 1979 bis 1981 spielte Thomas an der Indiana University unter Coach Bobby Knight. Im letzten seiner zwei Jahre gewann sein Team die NCAA Division I Basketball Championship und Thomas wurde zum Most Outstanding Player des Turniers gewählt.

## Karriere

### Detroit Pistons (1981–1994)
Im NBA Draft 1981 wurde Thomas an zweiter Stelle von den Detroit Pistons ausgewählt und unterzeichnete einen Vierjahresvertrag über 1,6 Millionen US-Dollar. Am Ende seiner Debütsaison wurde er in das NBA All-Rookie Team gewählt und durfte bereits 1982 für die Eastern Conference im NBA All-Star Game in der Startaufstellung spielen. In der ersten Runde der NBA Playoffs 1984 standen die Pistons den New York Knicks um Bernard King gegenüber. Im fünften Spiel der Serie hatte Thomas einen seiner erinnerungswürdigsten Momente als Spieler in der NBA; er erzielte 16 Punkte in den letzten 94 Sekunden der regulären Spielzeit und erzwang somit eine Verlängerung, doch die Knicks konnten sich trotz dieser beeindruckenden Leistung am Ende durchsetzen.

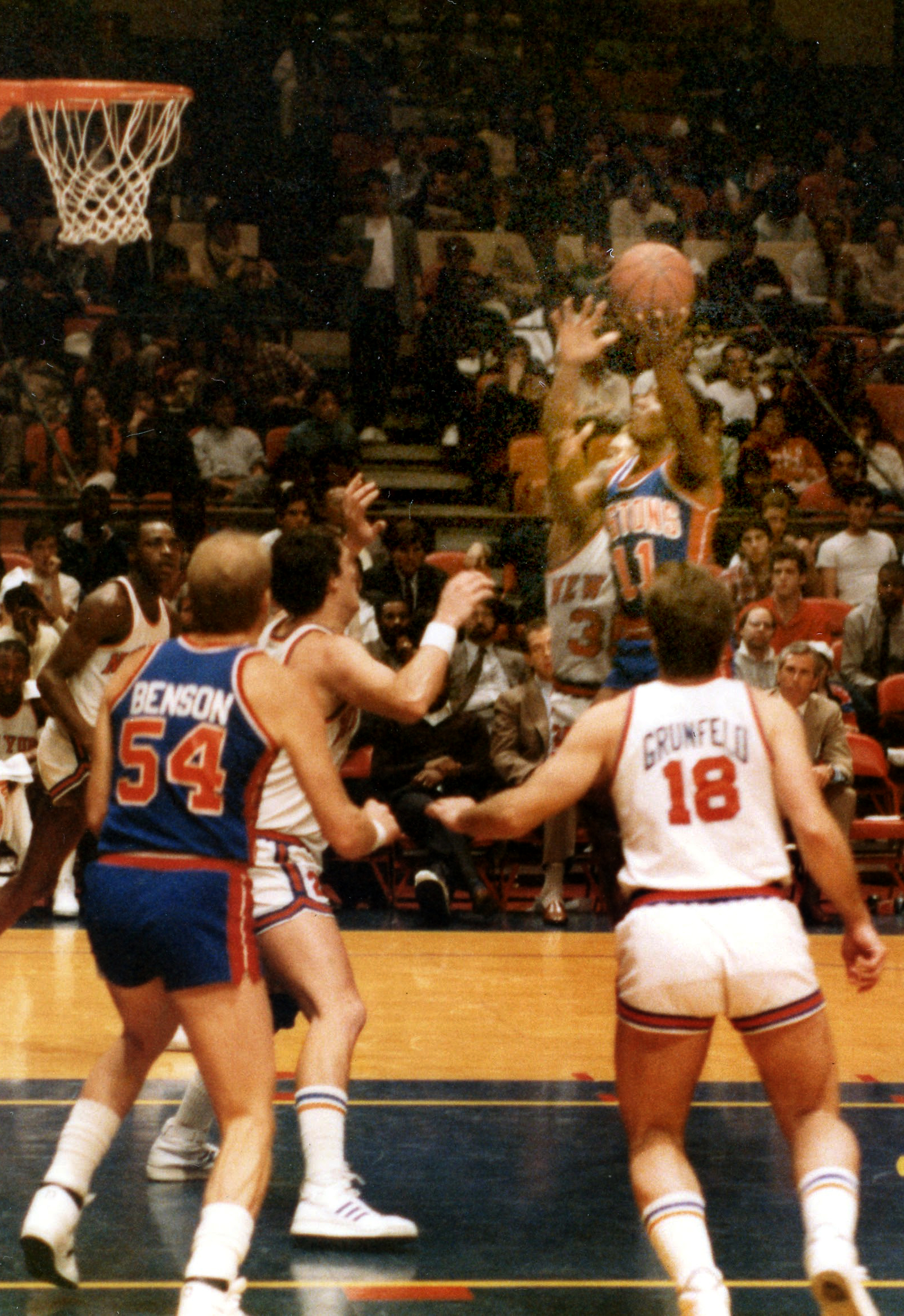
Thomas als Spieler der Pistons im Madison Square Garden (1985)

In den NBA Playoffs 1988 schafften es die Pistons erstmals in die NBA-Finals und trafen dort auf die Los Angeles Lakers, die Superstars wie Magic Johnson, James Worthy und Kareem Abdul-Jabbar in ihren Reihen hatten. Nach fünf Spielen führten die Pistons 3:2 und im sechsten Spiel hatte Thomas einen weiteren seiner erinnerungwürdigsten Momente auf dem NBA-Spielfeld. Obwohl er sich in dem Spiel den Knöchel verstaucht hatte, spielte er unter sichtbar heftigen Schmerzen weiter und erzielte 25 Punkte allein im dritten Viertel – ein nach wie vor gültiger NBA-Finals-Rekord. Die Lakers konnten jedoch den Sieg 103:102 für sich verbuchen und gewannen letztendlich auch das siebte Spiel.
In der NBA-Saison 1988/89 führte Thomas mit seinen Teamkameraden Joe Dumars, Adrian Dantley, Rick Mahorn, Vinnie Johnson, Dennis Rodman, James Edwards, John Salley, Bill Laimbeer und Mark Aguirre die Pistons zu 63 Siegen in 82 Spielen. Wegen ihres harten und rauen Spielstils erhielten die Pistons ihren Spitznamen „Bad Boys“. Sie erreichten erneut die NBA Finals und standen ein weiteres Mal den Lakers gegenüber, doch diesmal hatte das Team aus Los Angeles den Pistons nichts entgegenzusetzen und Detroit konnte sich in vier Spielen durchsetzen. Das war die erste von zwei NBA-Meisterschaften in Folge für die Detroit Pistons. 
Im folgenden Jahr holten sie sich erneut die Meisterschaft und Thomas wurde zum Most Valuable Player der NBA Finals ernannt. Die Pistons spielten in den folgenden Jahren weiterhin an der Spitze der NBA mit, doch sie scheiterten Jahr um Jahr an den immer stärker werdenden Chicago Bulls mit ihrem Superstar Michael Jordan. Verletzungsbedingt beendete Thomas 1994 seine Karriere.
Von 1987 bis 1994 war Thomas Präsident der Spielergewerkschaft National Basketball Players Association (NBPA). Während seiner Laufbahn wurde Thomas insgesamt drei Mal ins All-NBA First Team und 12 Mal in das NBA All-Star Team gewählt. Zudem wurde er zweimal (1984, 1986) zum MVP des NBA All-Star Games gewählt. Er ist der Spieler mit den meisten Punkten (18.822), Assists (9.061) und Steals (1.861) in der Geschichte der Detroit Pistons. Seine Trikotnummer 11 wird von den Pistons nicht mehr vergeben. 1987 wurde Thomas mit dem J. Walter Kennedy Citizenship Award für soziales Engagement ausgezeichnet.

### Manager- und Trainerkarriere
Nach seinem Rücktritt als aktiver Spieler wurde Thomas General Manager bei den Toronto Raptors. 1998 musste er die Raptors nach einigen Unstimmigkeiten mit dem neuen Management bezüglich der Zukunft des Teams verlassen. Während seiner Zeit bei dem Team wurden Damon Stoudamire, Marcus Camby und Tracy McGrady von den Raptors gedraftet.
1999 kaufte er mit einer Investorengruppe die Continental Basketball Association (CBA) auf, die jedoch nur zwei Jahre später zahlungsunfähig wurde. Im Jahre 2000 wurde er in die Naismith Memorial Basketball Hall of Fame aufgenommen und übernahm den Trainerposten bei den Indiana Pacers, bis er 2003 vom neuen Manager Larry Bird entlassen wurde.
Am 22. Dezember 2003 wurde Thomas General Manager der New York Knicks und stand dort wegen anhaltender Erfolglosigkeit und einer ihm von zahlreichen Fans vorgeworfenen falschen Einkaufspolitik unter starker Kritik, insbesondere seitdem er die Knicks als Headcoach auch sportlich leitete. Am 18. April 2008 wurde er seiner Ämter enthoben.
Von 2009 bis 2012 leitete Thomas das Team der Florida International University.

## Sonstiges
Ende 1993 hatte Thomas einen Cameoauftritt in Staffel 3, Folge 2 der Serie Home Improvement. 1990 hatte er einen Gastauftritt als er selbst in der Serie Der Prinz von Bel-Air (Staffel 1, Episode 11).